# Moiré automnal
Pour les articles homonymes, voir Moiré.
Erebia neoridas
Espèce
Statut de conservation UICN

 LC  : Préoccupation mineure

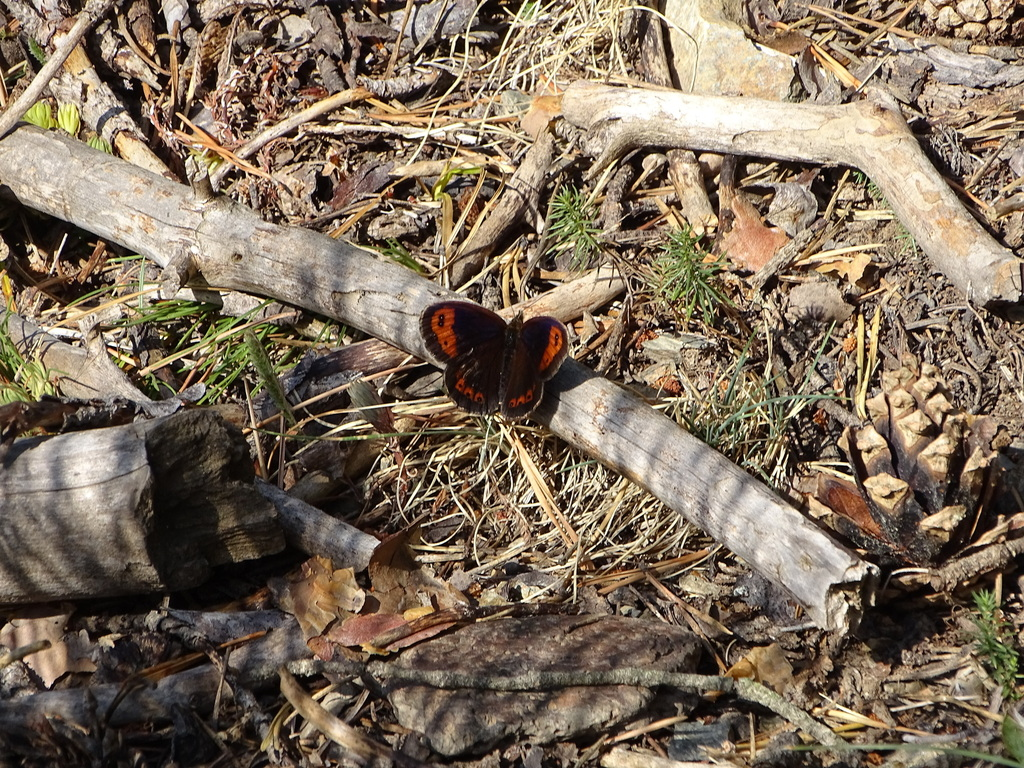
Erebia neoridas sur le sol

Le Moiré automnal (Erebia neoridas) est un lépidoptère (papillon) appartenant à la famille des Nymphalidae, à la sous-famille des Satyrinae et au genre Erebia.

## Dénomination
Erebia neoridas a été nommé par Jean-Baptiste Alphonse Dechauffour de Boisduval en 1828.
Synonyme : Erebia sibyllina Verity, 1913.

### Noms vernaculaires
Le Moiré automnal se nomme Autumn Ringlet en anglais.

## Description
Le Moiré automnal est un petit papillon marron foncé à large bande postdiscale orange coupée de nervures, avec des ocelles géminés pupillés de blanc à l'apex de l'aile antérieure et un autre en e2, alors qu'aux postérieures la bande postdiscale est formée de taches orange centrées de discrets ocelles.
Le revers de l'aile antérieure est semblable marron à bande orange portant des ocelles géminés et un autre en e2, alors que le revers des postérieures est marron chiné avec une bande postdiscale plus claire bien délimitée.

## Biologie

### Période de vol et hivernation
L'imago vole d'août à octobre.

### Plantes hôtes
Les plantes hôtes des chenilles sont Poa annua, Poa pratensis, Digitaria sanguinalis et Festuca ovina.

## Écologie et distribution
Il est présent sous forme de plusieurs petits isolats dans le nord-est de l'Espagne, le sud de la France, le nord et le centre de l'Italie.
En France métropolitaine il est présent dans tout le sud-est, du Massif central aux  Alpes, et dans les départements de l'est des Pyrénées. Suivant d'autres sources il ne serait présent que dans les Pyrénées-Orientales et dans les Alpes de l'Isère aux Alpes-Maritimes.

### Biotope
Il réside dans les lieux herbus et buissonneux.

### Protection
Pas de statut de protection particulier.